# CityFALCON
Cityfalcon (стилізовано як CityFALCON) — провайдер фінансового контенту, який використовує Big Data та штучний інтелект (зокрема машинне навчання) для збору та агрегування новин та іншого фінансового контенту, такі як фінансові звіти, а також для надання рекомендацій. Компанія була заснована у липні 2014 року в Лондоні, Великій Британії. CityFALCON отримує фінансовий контент із різних джерел, зокрема від регуляторів, новинних видань, кількісних джерел та компаній, після чого обробляє текст за допомогою машинного навчання та обробки природної мови (NLP). Моделі обробки мови покривають декілька мов, а контент надходить із багатьох країн. Процес обробки компанії розраховує аналітичні показники (наприклад, сентимент і подібність) та структурує дані, такі як активність інсайдерів, щоб допомогти інвесторам і трейдерам з проведенням належної перевірки.

## Історія
Мотивацією для заснування CityFALCON була нестача організованої інформації для учасників фінансового ринку, оціненої за релевантністю та доступної роздрібним споживачам. До першого раунду фінансування засновник вже розробив мінімально життєздатний продукт. Успіх технологій та ринкової ніші став можливим за останнє десятиліття завдяки хвилі здешевлення апаратного забезпечення, поширенню хмарних обчислень та розвитку машинного навчання та штучного інтелекту, особливо після запуску ChatGPT.
У 2023 році CityFALCON змінила домен з cityfalcon.com на cityfalcon.ai, щоб підкреслити зосередженість на штучному інтелекті як основі своїх продуктів.
Веб- і мобільні платформи орієнтовані переважно на роздрібних користувачів та індивідуальних осіб, тоді як API використовують малі та середні підприємства, інші фінтех-платформи, а також інституційні суб’єкти.

## Продукти
Компанія підтримує вебплатформу для комп’ютерів та мобільних операційних систем, голосові технології та API сервіс. У 2023 році близько 20% користувачів відвідували платформу із США, по 10% - з Великобританії та Іднії, та 7% - з Німеччини. 
Асортимент продуктів включає оригінальний продукт для курирування новин та аналітики, власну систему класифікації секторів (названу “DCSC” - Dynamic Company Sector Classification), а також Finprompt.ai - фінансовий чатбот-сервіс, який використовує обробку природної мови (NLP) для відповіді на запити користувачів. 
DCSC розроблено для аналізу новин, профілів компаній та фінансових звітів, після чого розраховується рейтинг релевантності між кожною компанією та 1600 секторами. Різноманітні інструменти допомагають інвесторам використовувати отримані дані, зокрема конструктор портфелів і аналізатор портфелів. Також розраховується агрегована аналітика за секторами.

#### Інші продукти та функції
Інсайти по приватних компаніях Великобританії – продукт, який надає інформацію про ландшафт приватних компаній Великобританії, включаючи інвестиційні звіти, дані про власність та структуровані звіти.
Транзакції інсайдерів – використовує дані форми SEC 4 для відстеження транзакцій інсайдерів компаній, які зобов’язані подавати звіти про свої покупки та продажі.
Аналіз настроїв – оцінює настрій фінансових новин.

#### API послуги
CityFALCON пропонує API для інтеграції своїх фінансових даних та аналітики в сторонні додатки, платформи та сервіси.

## Інвестиції та команда
Станом на грудень 2023 року компанія залучила близько 5 мільйонів фунтів стерлінгів через кілька раундів краудфандингу та приватні інвестиції. У компанії працює близько 40 осіб в трьох офісах у Лондоні (глобальна штаб-квартира), Мальті (Європейська штаб-квартира) та Україні.

## Ідея створення
CityFALCON є одним з стартапів в області фінансових технологій, який дебютував у бізнес інкубаторі «Level39» в Лондоні. Його метою є надання фінансової інформації щодо компаній, акції яких мають обіг на найбільших світових біржах, дрібним інвесторам, які на думку директора стартапу «не в змозі платити тисячі доларів на місяць за підписку на найбільші новинні агентства, такі як Bloomberg або Reuters».

## Визнання
- Фіналіст "Twitter Hatch 2015" [5]
- Фіналіст "Pathfinders Challenge" [6]
- Фіналіст "UBS Future of Finance Challenge" [7]
- Один з найбільш примітних стартапів бізнес інкубатора "Level39" [8]